# 1881
- Wikisource

| Calendário gregoriano                                                        | 1881 MDCCCLXXXI                     |
| Ab urbe condita                                                              | 2634                                |
| Calendário arménio                                                           | 1330 – 1331                         |
| Calendário bahá'í                                                            | 37 – 38                             |
| Calendário budista                                                           | 2425                                |
| Calendário chinês                                                            | 4577 – 4578 Início a 30 de janeiro  |
| Calendário copta                                                             | 1597 – 1598                         |
| Calendário etíope                                                            | 1873 – 1874                         |
| Calendários hindus - Vikram Samvat - Calendário nacional indiano - Cáli Iuga | 1936 – 1937 1802 – 1803 4981 – 4982 |
| Calendário Holoceno                                                          | 11881                               |
| Calendário islâmico                                                          | 1298 – 1299                         |
| Calendário judaico                                                           | 5641 – 5642                         |
| Calendário persa                                                             | 1259 – 1260 Início a 21 de março    |
| Calendário rúnico                                                            | 2131                                |
| Calendário solar tailandês                                                   | 2424                                |

1881 (MDCCCLXXXI, na numeração romana)  foi um ano comum do século XIX do atual Calendário Gregoriano, da Era de Cristo, e a sua letra dominical foi B (52 semanas), teve início a um sábado e terminou também a um sábado. No calendário juliano, teve início e fim numa quinta-feira, com a letra dominical D.
| Ano completo                   |
| ------------------------------ |
| Ano comum com início ao sábado |

## Eventos
- Inauguração do Teatro Aveirense.
- Início do reino de Lam Tshewang, Desi Druk do Reino do Butão, reinou até 1883.
- O Forte das Cinco Ribeiras é dado como abandonado na relação do Tombos dos Fortes da Ilha Terceira, Açores.
- Aquando da elaboração do Tombo dos Fortes da Ilha Terceira, o Forte de Santo António do Porto Judeu, freguesia de Porto Judeu, ilha Terceira foi encontrado abandonado, mas em bom estado de conservação.
- É fundada a Sociedade Filarmónica do Sagrado Coração de Jesus, por iniciativa de Monsenhor José Alves da Silva.

### Janeiro
- 9 de janeiro - Entra em vigor, no Brasil, a Lei Saraiva que estabelece o título eleitoral, as eleições diretas, o voto secreto e o alistamento preparado pela Justiça.
- 17 de janeiro - Inicia-se a Guerra do Pacífico (século XIX). Tropas chilenas invadem Lima.

### Fevereiro
- 24 de fevereiro - Chile ocupa Araucanía para aculturação da região, processo este que decorre quase toda a segunda metade do século XIX.

### Março
- 4 de março - James A. Garfield toma posse como Presidente dos Estados Unidos.
- 7 de março - é fundado o município amazonense de Lábrea.
- 13 de março - Alexandre II, czar da Rússia, é assassinado pelo grupo revolucionário Narodnaya volya. É sucedido pelo seu filho Alexandre III.

### Junho
- 28 de junho - Fundação da cidade de Ilhéus (Bahia - Brasil).

### Julho
- Julho - Fim do terceiro reinado de Jigme Namgyal, Desi Druk do Reino do Butão, que reinou desde 1880.

### Setembro
- 19 de setembro - O então presidente dos Estados Unidos James A. Garfield, morre em decorrência de ferimentos recebidos ao ser baleado pelo advogado Charles Julius Guiteau pouco mais de dois meses antes, no dia 2 de julho. Seu vice-presidente Chester A. Arthur assume o cargo no seu lugar.

### Novembro
- 8 de novembro - Em Paris, ocorreu o primeiro voo de um balão dirigível, Le Victoria, por Júlio César Ribeiro de Sousa.

### Dezembro
- 25 de dezembro - Primeiro voo no Brasil, em Belém, de um balão dirigível, Le Victoria, e segundo voo no mundo por Júlio César Ribeiro de Sousa.

## Nascimentos
- 17 de janeiro - Alfred Radcliffe-Brown, antropólogo do Reino Unido (m. 1955).
- 31 de janeiro - Irving Langmuir, químico americano, ganhador do Prêmio Nobel de Química de 1932 (m. 1957)
- 2 de fevereiro - Eulalio Gutiérrez, presidente interino do México de 1914 a 1915 (m. 1939).
- 25 de fevereiro - Aleksei Rykov, dirigente soviético (m. 1938)
- 12 de março - Kemal Atatürk, estadista e militar turco (m. 1938)
- 17 de março - Walter Rudolf Hess, fisiologista suíço, Prêmio Nobel de Medicina de 1949 (m. 1973)
- 23 de março - Hermann Staudinger, químico alemão, agraciado com o Prêmio Nobel de Química de 1953 (m. 1965).
- 27 de março - Arkady Avertchenko, dramaturgo e humorista russo (m. 1925)
- 3 de abril - Alcide De Gasperi, primeiro-ministro da Itália de 1945 a 1953 e Presidente provisório da Itália em 1946 (m. 1954).
- 1 de maio - Teilhard de Chardin, padre, arqueólogo e filósofo francês (m. 1955)
- 13 de maio - Lima Barreto, escritor brasileiro. (m. 1922)
- 26 de maio - Adolfo de la Huerta, presidente interino do México em 1920 (m. 1955).
- 14 de junho - Aluísio de Castro, médico e poeta brasileiro (m. 1959)
- 27 de julho - Hans Fischer, químico alemão, laureado com o Nobel de Química de 1930 (m. 1945)
- 5 de agosto - João do Rio, cronista, jornalista e teatrólogo brasileiro (m. 1921)
- 6 de agosto - Alexander Fleming, médico e farmacologista escocês, agraciado com o Prêmio Nobel de Medicina em 1945 (m. 1955)
- 15 de setembro - Ettore Bugatti, projetista italiano, fundador da marca de automóveis Bugatti (m. 1947)
- 29 de setembro - Ludwig von Mises, economista austríaco da Escola Austríaca de Economia (m. 1973)
- 25 de outubro - Pablo Picasso, pintor espanhol (m. 1973)
- 17 de novembro - Alfredo Balena, farmacêutico, médico e humanista brasileiro (m. 1949)
- 21 de novembro - Francisco Calvo Burillo, religioso espanhol (m. 1936)
- 25 de novembro - Beato João XXIII, 261.º papa (m. 1963)
- 28 de novembro - Eduardo Afonso Viana, pintor português (m. 1967)
- 17 de dezembro - Yngvar Bryn, atleta e patinador artístico norueguês (m. 1947)

## Mortes
- 3 de fevereiro - John Gould, ornitólogo e naturalista inglês (n. 1804)
- 7 de fevereiro - Jonathan Joestar, arqueólogo inglês
- 13 de março - Alexandre II, czar da Rússia, assassinado (n. 1818)
- 31 de março - Carolina da Dinamarca, filha do rei Frederico VI da Dinamarca (n. 1793).
- 19 de abril - Benjamin Disraeli, escritor e estadista inglês (n. 1804)
- 23 de junho - Matthias Schleiden, botânico alemão, co-fundador da teoria celular (n. 1804)
- 14 de julho - Billy the Kid, famoso fora-da-lei norte-americano (n. 1859)
- 6 de agosto - James Springer White, também conhecido como Elder White, foi o co-fundador da Igreja Adventista do Sétimo Dia e marido de Ellen G. White. (n. 1821)
- 19 de setembro - James A. Garfield, 20º. presidente dos Estados Unidos (n. 1831)
- 10 de outubro - Daniel Comboni, missionário italiano (n. 1831)
- 17 de dezembro - Lewis Henry Morgan, antropólogo, etnólogo e escritor dos Estados Unidos (n. 1818).
- 16 de junho - Marie Laveau, Considerada a Rainha do Vudo (n. 1782)

## Brasil: Fundação de Cidades
- 7 de março - Lábrea (Amazonas - Brasil)
- 26 de março - Santo Antônio do Jardim (São Paulo - Brasil)
- 30 de março - Campos Novos (Santa Catarina - Brasil)
- 28 de junho - Ilhéus (Bahia - Brasil)
- 8 de outubro - Brejo do Cruz (Paraíba - Brasil)

## Por tema
- 1881 na arte
- 1881 no Brasil
- 1881 na ciência
- 1881 no cinema
- 1881 no desporto
- 1881 no jornalismo
- 1881 na literatura
- 1881 na música
- 1881 na política